# Hetman (zespół muzyczny)
Hetman – polski zespół wykonujący muzykę z pogranicza hard rocka i heavy metalu. Powstał w 1990 roku w Warszawie. Skład zespołu ulegał ciągłym zmianom na przestrzeni lat, jedynym stałym członkiem jest założyciel – gitarzysta i kompozytor Jarosław „Hetman” Hertmanowski.

## Historia
W kwietniu 1990 roku po nagraniu całości materiału (studio S-3 przy ul. Woronicza w Warszawie) na pierwszy studyjny album Do ciebie gnam, pochodzące z niego utwory „Do ciebie gnam”, „Tylko rock n' roll” i „Dylemat” dotarły na pierwsze miejsce listy przebojów radia „Solidarność”. Jednocześnie utwór „Okręt widmo” trafił na II miejsce listy przebojów „Radia dla Ciebie”.
W międzyczasie Hetman dwukrotnie wystąpił w programie TV Luz, tam też powstały teledyski do utworów „Do ciebie gnam”, „Tylko rock n' roll” i „Dylemat”.
Zespół nie stronił od eksperymentów muzycznych, w swoim dorobku ma liczne przeróbki rockowe znanych przyśpiewek ludowych jak również tradycyjnych kolęd. Największymi przebojami zespołu są utwór „Easy Rider” oraz stara więzienna ballada „Czarny chleb i czarna kawa”.
W 2006 r., po wydaniu albumu Skazaniec, Hetmana opuścił wieloletni wokalista Paweł „Kiljan” Kiljański oraz Radek Chwieralski (gitara) i Jacek Zieliński (perkusja). Utworzyli oni następnie grupę Night Rider.
Po ich odejściu Hetman zaprzestał działania do czasu uzupełnienia składu. Wkrótce dołączyli perkusista Dominik Jędrzejczyk, wokalista Paweł Bielecki, klawiszowiec Rafał Joński oraz ponownie gitarzysta Bogusław Balcerak.
W 2008 roku zespół wydał album „Hetman i goście”, na którym można usłyszeć Marcina „Merota” Maliszewskiego, Adriana Pełkę, Maćka Zbroję, Łukasza Kułakowskiego, Piotra Żaczkiewicza i Julię Hertmanowską. Na gitarze zagrali: Michał Sitarski, Bogusław „Bibas” Balcerak i Piotr Zander.
Wkrótce potem Rafała Jońskiego (Konkret Menu) i Bogusława Balceraka (Crylord) zastąpili Maciej Baran (klawisze) i Marcin Gałkowski (gitara solowa). W tym składzie zespół nagrał następny, dziewiąty album Deja Vu, lecz tym razem po angielsku.
Założeniem powstania tego albumu było przybliżenie młodszym słuchaczom stylu muzycznego lat 70. i  80. w oparciu o charakter utworów największych kapel tego okresu. Album ukazał się w grudniu 2009 r. W 2010 roku zespół obchodził 20-lecie działalności.

## Muzycy
Obecny skład zespołu
- Jarosław „Hetman” Hertmanowski – gitara (od 1990)
- Robert Tyc – śpiew (2001–2002, od 2012)
- Artur Grabowski – gitara basowa (2010–2012, od 2016)
- Piotr Lewandowski – klawisze od 2021
- Piotr Dudi Dudkowski – gitara od 2023
- Paweł Stuczyński – perkusja (2010–2014, od 2019)

Byli członkowie zespołu
- Maciej Baran – instrumenty klawiszowe (2008-2014, od 2019)
- Maciek Stocki – gitara basowa
- Ryszard Kondej – gitara basowa
- Romek Kamiński – gitara basowa
- Marek Cioczek – gitara basowa (1990–1992)
- Olek „Egon” Żyłowski (zmarł) – gitara basowa (1992–1996, 2001–2003)
- Artur Rudnicki – gitara basowa (1996–1997)
- Piotr Rzempołuch – gitara basowa (2003–2004)
- Bartłomiej „Max” Różycki – gitara basowa (2012–2013)
- Krzysztof „Eddie” Dyczkowski – gitara basowa (2004–2007, 2008–2010, 2013–2015)
- Czarek Blewąska – gitara
- Paweł Kulicki – gitara (1990)
- Jurek „Hana” Hanausek – (zmarł) gitara (1990–1997)
- Piotr Bajus – gitara (1990, 2009)
- Rafał Rogulski – gitara (1997)
- Michał Sitarski – gitara (2001)
- Radosław Chwieralski – gitara (2004–2006)
- Bogusław „Bibas” Balcerak – gitara (2001–2004, 2008, 2010–2012, 2013–2017 )
- Peter Sverige – gitara (2012–2013)
- Grzegorz Petasz (zmarł) – śpiew
- Paweł „Kiljan” Kiljański – śpiew (1990–1997, 2001, 2002–2006)
- Krzysztof „Uriah” Ostasiuk (zmarł) – śpiew (1990, 1993)
- Paweł Bielecki – śpiew (2007, 2008–2013)
- Andrzej Sikora – perkusja
- Robert Szambelan – perkusja
- Robert Kubajek – perkusja (1990–1992, 1997)
- Marcin Sitarski – perkusja (1992–1997)
- Jacek „Stopa” Zieliński – perkusja (2001–2006)
- Dominik Jędrzejczyk – perkusja (2006–2007, 2008–2010)
- Seweryn Narożny – perkusja (2014)
- Maciej Duszak – perkusja (2014–2015)
- Tomasz Spodyniuk – instrumenty klawiszowe
- Marek „Macka” Makowski – instrumenty klawiszowe (1992–1997)
- Marek Woźnica – instrumenty klawiszowe (1993)
- Rafał „Poeta” Joński – instrumenty klawiszowe (2008)
- Piotr Lewandowski – instrumenty klawiszowe (2014)
- Arkadiusz Maniuk – instrumenty klawiszowe (2014–2019)
- Rafał „Beny” Pogorzelski – perkusja (2016–2019).

## Dyskografia
- 1990 Do ciebie gnam (kaseta magnetofonowa)
- 1992 Złe sny (kaseta magnetofonowa/CD)
- 1993 Co jest grane!? (kaseta magnetofonowa)
- 1997 Rock kolęda (kaseta magnetofonowa)
- 2001 Czarny chleb i czarna kawa (reedycja kasety "Co jest grane!?)
- 2001 Wszyscy zaczynamy od zera
- 2003 Rock kolęda (reedycja kasety "Rock kolęda")
- 2004 Do ciebie gnam (reedycja kasety)
- 2005 Hetman – Live – 15-lecie zespołu
- 2006 Skazaniec[3]
- 2008 Hetman i goście
- 2009 Deja Vu
- 2010 Hetman XX Years
- 2013 You
- 2014 Hetman i Jurek Filas 40 lat czarnego chleba i czarnej kawy (1974–2014)
- 2016 Nie